# Wahl zum Abgeordnetenhaus von Berlin 2001
- PDS: 33
- SPD: 44
- Grüne: 14
- FDP: 15
- CDU: 35

- Regierung: 77
- Opposition: 64

Die Wahl zum Abgeordnetenhaus von Berlin am 21. Oktober 2001 war die fünfte vorgezogene Wahl in Berlin nach 1945.
Im Ergebnis wurde die SPD erstmals nach 1975 wieder stärkste Fraktion: 29,7 % (+7,3 Prozentpunkte). Die CDU erlitt herbe Verluste in Höhe von 17,0 Prozentpunkten und landete mit einem Stimmenanteil von 23,8 % nur knapp vor der PDS, die auf 22,6 % (+4,9 Prozentpunkte) kam. Die FDP kehrte mit 9,9 % (+7,7 Prozentpunkte) nach sechs Jahren wieder ins Abgeordnetenhaus zurück und landete noch knapp vor den Grünen (9,1 %, −0,8 Prozentpunkte).

## Ausgangslage
Der Wahl vorausgegangen war der Bruch der ab 1991 regierenden großen Koalition unter dem Regierenden Bürgermeister Eberhard Diepgen (CDU). Im Rahmen der sogenannten Bankenaffäre, in welche der langjährige CDU-Fraktionsvorsitzende Landowsky verwickelt war, waren dem Land Berlin Etatprobleme in Milliardenhöhe entstanden. An der Frage, wie diese Defizitprobleme zu lösen seien, zerbrach die Koalition, wobei es bei Teilen der SPD Erleichterung darüber gab, die ungeliebte Koalition beenden zu können.
Am 16. Juni 2001 wählte das Abgeordnetenhaus auf Antrag der SPD und der Grünen mit Unterstützung der PDS Eberhard Diepgen und die CDU-Senatoren Christoph Stölzl, Wolfgang Branoner, Peter Kurth und Eckart Werthebach ab und wählte Klaus Wowereit zum neuen Regierenden Bürgermeister in einer rot-grünen Minderheitsregierung unter PDS-Tolerierung. Das Zusammengehen mit der PDS war in der Berliner SPD umstritten, jedoch von der Landesspitze als „nicht wünschenswert, aber auch nicht auszuschließen“ bezeichnet worden.
Der Senat Wowereit trat mit dem erklärten Ziel an, Neuwahlen herbeiführen zu wollen. Das Abgeordnetenhaus löste sich daraufhin Anfang September selbst auf.

## Kandidaten und Parteien
Die SPD trat mit Klaus Wowereit an, welcher die bisherige Minderheitsregierung anführte
Die CDU trat mit ihrem neuen Fraktionsvorsitzenden Frank Steffel an, dessen Wahlkampf jedoch aufgrund mehrerer unglücklicher Auftritte schnell ins Schlingern geriet.
Für die PDS trat der ehemalige Fraktionsvorsitzende im Bundestag, Gregor Gysi, für Bündnis 90/Die Grünen Sibyll-Anka Klotz und für die FDP zum zweiten Mal nach 1995 der Landesvorsitzende und ehemalige Bundeswirtschaftsminister Günter Rexrodt an.

## Regierungsbildung
| Mögliche Koalition               | Sitze |
| -------------------------------- | ----- |
| Sitze gesamt                     | 141   |
| Absolute Mehrheit (ab 71 Sitzen) |       |
| SPD, PDS, Grüne                  | 91    |
| SPD, CDU                         | 79    |
| SPD, PDS                         | 77    |
| Keine Mehrheit (bis 70 Sitze)    |       |
| SPD, Grüne                       | 58    |

Da es keine rot-grüne Mehrheit gab und die Grünen einer Koalition angesichts der bestehenden rot-roten Mehrheit nicht beitreten wollten, bildete Klaus Wowereit einen rot-roten Senat, nachdem Sondierungsgespräche zur Bildung einer Ampel-Koalition gescheitert waren.
Hauptartikel: Senat Wowereit II
Nach erfolgreichen Gesprächen wurde der Senat Wowereit II am 17. Januar 2002 vereidigt. Im gehören neun Senatoren an, davon stellt die SPD sechs Senatoren und die PDS drei.

## Ergebnis
Im Ergebnis wurde die SPD erstmals nach 1975 wieder stärkste Fraktion: 29,7 % (+7,3 Prozentpunkte). Die CDU erlitt herbe Verluste in Höhe von 17,0 Prozentpunkten und landete mit einem Stimmenanteil von 23,8 % nur knapp vor der PDS, die auf 22,6 % (+4,9 Prozentpunkte) kam. Die FDP kehrte mit 9,9 % (+7,7 Prozentpunkte) nach sechs Jahren wieder ins Abgeordnetenhaus zurück und landete noch knapp vor den Grünen (9,1 %, −0,8 Prozentpunkte).
Aus den Reihen der CDU gab es zwei bemerkenswerte Wahlbeschwerden. Kandidaten aus Steglitz-Zehlendorf bemängelten die Kandidatenaufstellung. Hier wurde festgestellt, dass die Bezirksliste der CDU nicht zugelassen werden durfte, die Wahl aber trotzdem so gültig bliebe. Der Kandidat Carsten Wilke dagegen bemängelte einen Fehler bei der Mandatsverteilung im amtlichen Endergebnis und klagte sich erfolgreich ins Abgeordnetenhaus.
| Listen                                 | Listen               | Erststimmen | Erststimmen | Erststimmen | Zweitstimmen | Zweitstimmen | Zweitstimmen | Mandate Gesamt |
| Listen                                 | Listen               | Stimmen     | %           | Mandate     | Stimmen      | %            | Mandate      | Mandate Gesamt |
| -------------------------------------- | -------------------- | ----------- | ----------- | ----------- | ------------ | ------------ | ------------ | -------------- |
|                                        | SPD                  | 547.345     | 34,0        | 26          | 481.772      | 29,7         | 18           | 44             |
|                                        | CDU                  | 435.135     | 27,0        | 19          | 385.692      | 23,8         | 16           | 35             |
|                                        | PDS                  | 327.528     | 20,3        | 32          | 366.292      | 22,6         | 1            | 33             |
|                                        | FDP                  | 143.364     | 8,9         | –           | 160.953      | 9,9          | 15           | 15             |
|                                        | GRÜNE                | 137.626     | 8,5         | 1           | 148.066      | 9,1          | 13           | 14             |
|                                        | GRAUE                | –           | –           | –           | 22.093       | 1,4          | –            | –              |
|                                        | REP                  | 758         | 0,0         | –           | 21.836       | 1,3          | –            | –              |
|                                        | NPD                  | 597         | 0,0         | –           | 15.110       | 0,9          | –            | –              |
|                                        | STATT Partei         | 9.885       | 0,6         | –           | 13.396       | 0,8          | –            | –              |
|                                        | ödp                  | 1.663       | 0,1         | –           | 3.304        | 0,2          | –            | –              |
|                                        | BüSo                 | –           | –           | –           | 1.889        | 0,1          | –            | –              |
|                                        | DKP                  | 465         | 0,0         | –           | 1.382        | 0,1          | –            | –              |
|                                        | MLPD                 | –           | –           | –           | 1.182        | 0,1          | –            | –              |
|                                        | HP                   | –           | –           | –           | 371          | 0,0          | –            | –              |
|                                        | DL                   | 631         | 0,0         | –           | –            | –            | –            | –              |
|                                        | VBK                  | 324         | 0,0         | –           | –            | –            | –            | –              |
|                                        | APPD                 | 186         | 0,0         | –           | –            | –            | –            | –              |
|                                        | Die Flut             | 321         | 0,0         | –           | –            | –            | –            | –              |
|                                        | jetztWIR             | 526         | 0,0         | –           | –            | –            | –            | –              |
|                                        | Einzelbewerber       | 5.414       | 0,3         | –           | –            | –            | –            | –              |
| Gesamt                                 | Gesamt               | 1.611.768   | 100         | 78          | 1.623.338    | 100          | 63           | 141            |
|                                        |                      |             |             |             |              |              |              |                |
| Ungültige Stimmen                      | Ungültige Stimmen    | 32.630      | 2,0         |             | 21.359       | 1,3          |              |                |
| Abgegebene Stimmen                     | Abgegebene Stimmen   | 1.644.398   | –           |             | 1.644.697    | –            |              |                |
| Ausgefallene Stimmen                   | Ausgefallene Stimmen | 1.275       | 0,1         |             | 976          | 0,1          |              |                |
| Wähler                                 | Wähler               | 1.645.673   | 68,1        |             | 1.645.673    | 68,1         |              |                |
| Wahlberechtigte                        | Wahlberechtigte      | 2.417.574   |             |             | 2.417.574    |              |              |                |
|                                        |                      |             |             |             |              |              |              |                |
| Quelle: Bericht der Landeswahlleiterin |                      |             |             |             |              |              |              |                |

Die HP trat nur in Pankow an.

### Ergebnisse nach Bezirken
Die folgende Tabelle zeigt die Anteile der abgegebenen Zweitstimmen, aufgeschlüsselt nach historischen Stadthälften und den Verwaltungsbezirken, welche bei dieser Wahl erstmal existierten.
| −2                                                                                         | Berlin insgesamt           | 68,1 % | 29,7 % | 23,8 % | 22,6 % | 09,9 % | 09,1 % | 04,9 % |
| 0                                                                                          | Berlin – West              | 70,6 % | 33,7 % | 30,8 % | 06,9 % | 12,8 % | 11,1 % | 04,7 % |
| −1                                                                                         | Berlin – Ost               | 64,4 % | 23,2 % | 12,4 % | 47,6 % | 05,3 % | 05,9 % | 05,6 % |
| 1                                                                                          | Mitte                      | 63,9 % | 31,2 % | 21,8 % | 21,2 % | 08,1 % | 12,5 % | 9,1 %  |
| 2                                                                                          | Friedrichshain-Kreuzberg   | 63,9 % | 26,8 % | 12,1 % | 33,2 % | 05,1 % | 18,7 % | 04,1 % |
| 3                                                                                          | Pankow                     | 65,5 % | 24,8 % | 12,3 % | 42,9 % | 05,8 % | 09,5 % | 04,7 % |
| 4                                                                                          | Charlottenburg-Wilmersdorf | 72,9 % | 32,9 % | 27,2 % | 06,6 % | 15,7 % | 14,2 % | 03,4 % |
| 5                                                                                          | Spandau                    | 69,2 % | 35,9 % | 34,4 % | 05,8 % | 12,5 % | 06,0 % | 05,4 % |
| 6                                                                                          | Steglitz-Zehlendorf        | 77,3 % | 31,5 % | 31,8 % | 05,2 % | 16,8 % | 11,6 % | 03,1 % |
| 7                                                                                          | Tempelhof-Schöneberg       | 72,7 % | 36,2 % | 30,3 % | 06,2 % | 11,9 % | 11,4 % | 04,0 % |
| 8                                                                                          | Neukölln                   | 66,1 % | 33,9 % | 33,8 % | 07,5 % | 10,5 % | 08,3 % | 06,0 % |
| 9                                                                                          | Treptow-Köpenick           | 68,1 % | 26,1 % | 13,4 % | 43,6 % | 05,7 % | 03,7 % | 07,5 % |
| 10                                                                                         | Marzahn-Hellersdorf        | 60,2 % | 20,1 % | 14,2 % | 52,9 % | 04,7 % | 02,2 % | 05,9 % |
| 11                                                                                         | Lichtenberg                | 62,3 % | 21,8 % | 12,3 % | 53,2 % | 04,4 % | 02,8 % | 05,5 % |
| 12                                                                                         | Reinickendorf              | 72,7 % | 32,3 % | 36,9 % | 05,0 % | 13,4 % | 06,5 % | 05,9 % |
| Farben der Bezirksnummern: ehem. West-, ehem. Ost-, West/Ost-Fusionsbezirke, Gesamt-Berlin |                            |        |        |        |        |        |        |        |